# Microdonnée

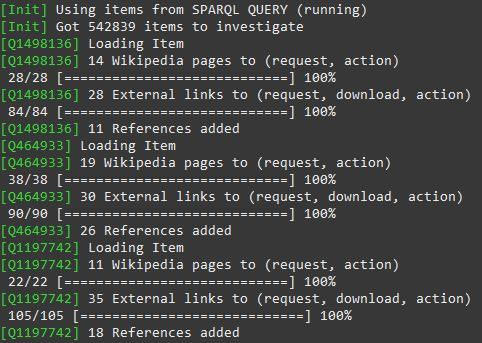
Capture d'écran de la CLI de référence de microdonnées Addwiki Wikidata

Les microdonnées sont une fonctionnalité HTML5 créée afin d'offrir du contenu sémantique dans des documents HTML.
Elles peuvent être vues comme une extension de l'idée de microformats qui visent à combler leurs lacunes en évitant la complexité des formats comme RDFa.
Les microdonnées c’est un balisage spécifique qui aide les moteurs de recherche à fournir des informations supplémentaires sur le contenu d'un site internet. 

## Support
Google peut utiliser des micro-données dans ses pages de résultats.
Le projet Schema.org se base principalement sur les micro-données et est supporté par Google, Bing, Yahoo et Yandex.

## Vocabulaires
Les vocabulaires fournissent la sémantique des éléments utilisés dans les micro-données. Les développeurs peuvent créer leur propre vocabulaire ou utiliser un vocabulaire existant comme celui de Schema.org. Un vocabulaire commun permet de simplifier la réutilisation des données entre différents sites. Les micro-données fournissent des informations supplémentaires sur le contenu d’un site ou d'une page. 
En ce qui concerne la grammaire, il existe deux méthodes principales de créer les microdonnées : 
• Les micro-données en code HTML (itemscope). Ce format permet d’utiliser des données HTML visibles. 
• Les micro-données en script JSON-LD. Cette méthode duplique les données qui sont insérées dans une page en tant que script JSON.
Avoir des microdonnées engendre une meilleure compréhension du site par les moteurs de recherche. Les micro-données permettent aux moteurs de recherche de comprendre de quoi parle le site et quels contenus il offre aux internautes. Les données structurées permettent de changer la façon dont les résultats de recherche s’affichent dans les SERPs. Grâce aux microdonnées, un site peut avoir l’affichage des résultats enrichis sur Google, Bing ou Yahoo.

## Attributs HTML
itemscopeCrée un élément et indique que les descendants de cette balise HTML contiennent des informations à son sujet.
itemtypeUne URL pointant vers un vocabulaire qui décrit l'élément et ses propriétés.
itemidUn identifiant unique pour l'élément.
itempropIndique que la balise contient la valeur de la propriété indiquée. Les noms des propriétés et leurs valeurs possibles sont indiquées dans le vocabulaire. Les propriétés sont généralement des chaînes mais il peut aussi s'agir d'URL (en utilisant la balise a et son attribut href, ou bien la balise img et son attribut src).
itemrefPermet d'associer une balise non-descendante à une balise avec l'attribut itemscope.

## Les schémas des données structurées
Tous les schémas sont disponibles sur Schema.org. Il existe des centaines de types de balise de Schema.org. Chacun de ces types est associé à un ensemble de propriétés. Les schémas couramment utilisés incluent : personnalités, événements, produits, critiques, emplacements, œuvres créatives, services, produits. Voici une liste des schémas le plus largement utilisés sur les sites web :
- Organization
- Person
- Place
- Local Business
- Restaurant
- Product
- Offer
- Review
- Creative Work
- Book
- Movie
- Music Recording
- Recipe
- TV Series
- Event